# Oakdale (Minnesota)
Oakdale è un comune degli Stati Uniti d'America, situato in Minnesota, nella contea di Washington.